# Fusillade de l'université d'Eskişehir Osmangazi
La fusillade de l'Université d'Eskişehir Osmangazi est une tuerie de masse qui s'est déroulée le 5 avril 2018 dans la ville d'Eskişehir, en Turquie. 

## Déroulement
Vers 15 h (UTC+03:00), Volkan Bayar, un chercheur assistant âgé de 37 ans, entre d'abord dans le bureau du doyen au deuxième étage de l'établissement sans le retrouver. Il sort avec une arme à feu de poing et commence le carnage. Il tue d'abord le secrétaire Fatih Özmutlu puis le vice-doyen Mikail Yalçın. Il monte ensuite au troisième étage et tue le chercheur assistant Yasin Armağan et le chargé de cours Serdar Çağlak. Il blesse trois autres personnes. Il sort ensuite de l'établissement avant de se faire arrêter sans grande difficulté par la police, néanmoins dans une ambiance de chaos au sein de l'université.

## Enquête
Les motivations du tueur restent à déterminer mais la piste terroriste est d'ores et déjà écartée. L'enquête est dirigée par le gouverneur de la ville Özdemir Çakacak et trois procureurs.
Le recteur de l'université, Hasan Gönen, déclare que Volkan Bayar venait initialement de l'Université Gaziosmanpaşa de Tokat pour faire son doctorat à Eskişehir. Il ajoute qu'une enquête interne avait été ouverte à son sujet pour injures vis-à-vis de ses collègues. Il était déjà connu pour son comportement problématique et Gönen pense que Bayar avait probablement des problèmes psychologiques.
La professeure Ayşe Aypay tient un discours critique vis-à-vis des autorités et de la direction de l'université. Elle pense que Volkan Bayar était protégé. En effet, depuis plus d'un an, plusieurs membres du personnel s'étaient plaints du comportement de Bayar. Il accusait par exemple certains de ses collèges d'appartenir à la confrérie de Fethullah Gülen, une organisation déclarée terroriste par les autorités turques depuis la tentative de coup d'État de 2016. La propre mari de Aypay a été renvoyé et a passé un peu plus de cinq mois en prison à cause de ces accusations.
L'enquête révèle que durant la fusillade Bayar a tiré vingt-trois fois vidant ainsi deux chargeurs. On apprend aussi que Bayar et son ex-femme Saadet Aylin Bayar, qui a gardé le nom de son ancien mari, avaient divorcé il y a an et qu'ils ne vivaient plus ensemble depuis trois ans. Elle a déclaré ne pas être connectée à la fusillade. Toutefois, les deux sont placés en garde à vue. 
Le gouverneur déclare, à la suite des premières déclarations de Volkan Bayar, que Yasin Armağan, l'une des victimes, avait accusé le tueur et son ex-femme de l'avoir agressé et insulté. Une enquête interne avait donc été ouverte au sujet de Bayar. Le jour de la fusillade, il avait reçu une lettre qui lui expliquait les accusations dont il faisait l'objet et l'informait aussi qu'il devait se présenter le 19 avril pour sa défense. Il aurait ensuite décidé de prendre son arme dans sa voiture et serait monté tuer les personnes qu'il jugeait responsables de la situation,.